# Pseudohorus incrassatus
Espèce
Pseudohorus incrassatus est une espèce de pseudoscorpions de la famille des Olpiidae.

## Distribution
Cette espèce est endémique de Namibie. Elle se rencontre vers Kamanjab.

## Publication originale
- Beier, «   Pseudoscorpionidea. South African animal life. Results of the Lund Expedition in 1950-1951 », Almquist and Wiksell, Stockholm, vol. 1,‎ 1955, p. 263-328.